# Елатомка
Елатомка — село в Бугурусланском районе Оренбургской области, административный центр Елатомского сельсовета.

## География
Находится на расстоянии примерно 12 километров по прямой на восток-северо-восток от центра города Бугуруслан.

## История
Основано в 1797 году переселенцами из село Царево (Беляково) Елатомской округи Тамбовского наместничества. Село стало называться Староверской Елатомкой. Потом поселение разделилось на Елатомку и Староверовку (ныне поселок Октябрьский)».  В 1859 году числится в Елатомке 48 дворов с населением 802 человека. Имелась одна старообрядческая часовня. К началу 20 века было три церкви. В советское время работал колхоз  «Красное знамя».
Название село получило по прежнему местожительству переселенцев - Елатомской округе. И поныне на их старой родине существует посёлок городского типа Елатьмя (Касимовского района Рязанской губернии).

## Население
Население составляло 800 человек в 2002 году (русские 89%), 763 по переписи 2010 года.